# Olga Prokuronova
Olga Prokuronova (Moskou, 3 juli 1989) is een in Rusland geboren Tsjechische voormalig  kunstschaatsster. Prokuronova was actief in het paarrijden en haar vaste sportpartner was Karel Štefl en zij werden gecoacht door Ivan Rezek en René Novotný. In het verleden schaatste zij onder andere met Alexander Goncarov. Prokuronova en Stefl schaatsten samen sinds 2005. Zij beëindigde haar carriere in 2006 na een val. 
| resultaten             | 1999 | 2000 | 2001 | 2002 | 2003 | 2004 | 2005 | 2006 |
| ---------------------- | ---- | ---- | ---- | ---- | ---- | ---- | ---- | ---- |
| Olympische Spelen      | -    | -    | -    | -    | -    | -    | -    |      |
| Wereldkampioenschap    | -    | -    | -    | -    | -    | -    | -    |      |
| Europees kampioenschap | -    | -    | -    | -    | -    | -    | -    | 14e  |